# Svalbard e Jan Mayen
Svalbard e Jan Mayen ou Esvalbarda e Jan Mayen (em norueguês:  Svalbard og Jan Mayen) é uma designação estatística definida pelo padrão ISO 3166-1 de duas partes da Noruega localizadas no Oceano Ártico sob jurisdições distintas: Svalbard e Jan Mayen. Enquanto os dois são combinados para efeitos da categoria ISO, não estão relacionados administrativamente. 
Embora o arquipélago ártico de Svalbard esteja inteiramente sob soberania da Noruega tem um estatuto especial reconhecido pelo Tratado de Svalbard, resultando em certas obrigações e algumas diferenças de administração limitadas por acordos internacionais do governo norueguês. Por exemplo, Svalbard, não é coberta pelo Acordo de Schengen, que se aplica ao resto da Noruega (incluindo Jan Mayen). Imigrantes também podem trabalhar e viver em Svalbard sem um visto. Svalbard é administrada por um governador que responde perante o Ministro da Justiça da Noruega.

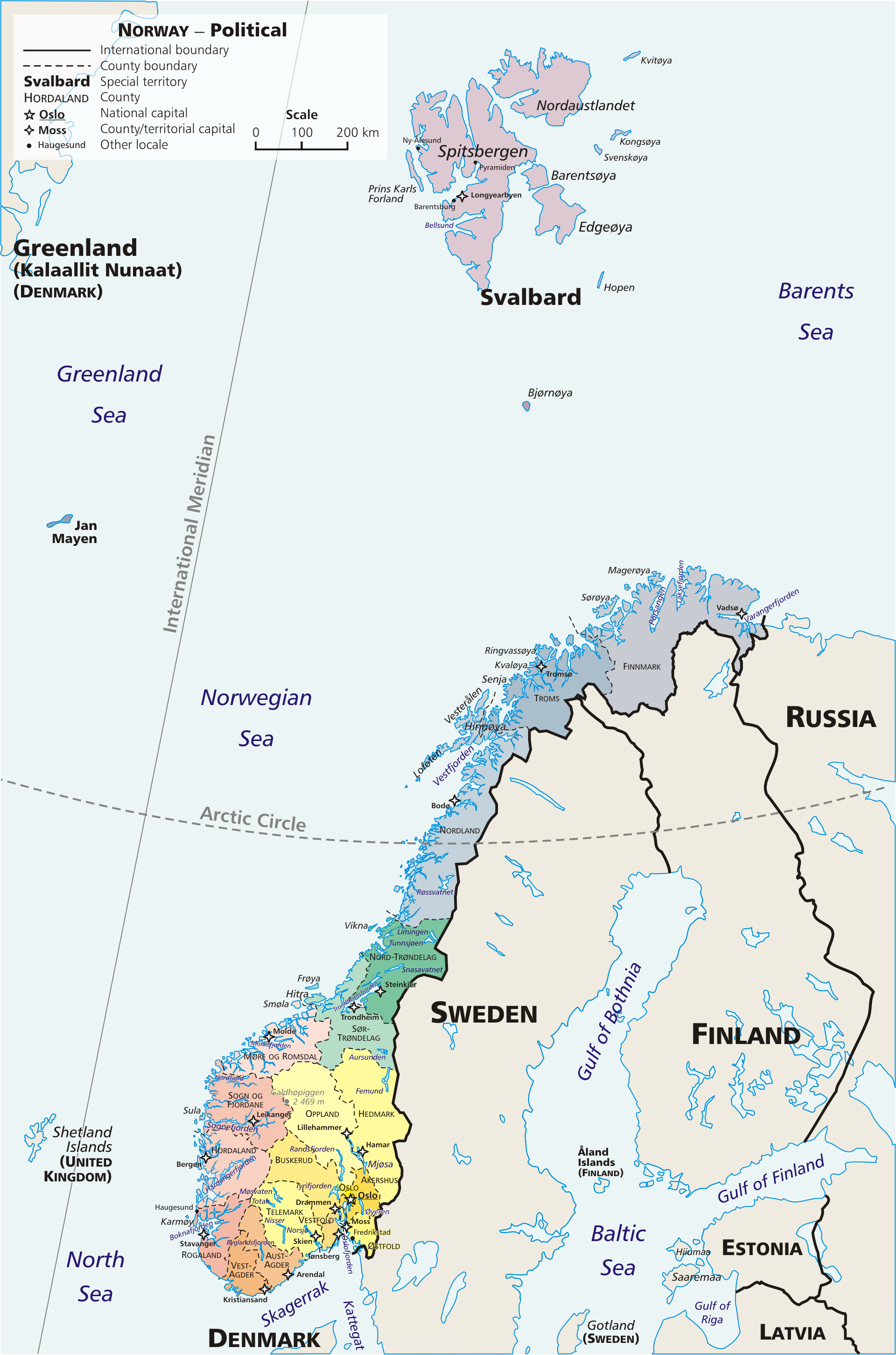
Territórios da Noruega.

A remota ilha de Jan Mayen é um território integrado na Noruega, e não é atribuída a ela nenhuma das considerações estabelecidas a Svalbard. De 1930 a 1994, foi administrada pelo governador de Svalbard, e desde 1995 vem sendo administrada a partir do continente pelo governador do condado ds Nordlanda. Por isso, Jan Mayen não tem nenhuma ligação administrativa a Svalbard, estando separada por mais de mil quilômetros de distância.
Embora existam essas diferenças entre Svalbard e Jan Mayen, a ISO considera ambas um só órgão de acordo com a 3166-1, sendo uma preferência do Ministério da Noruega incluir Jan Mayen nesse sistema.
Como a classificação da ISO, a Divisão Estatística das Nações Unidas trata, em alguns casos, Svalbard e Jan Mayen de maneira independente, não incluindo, ambas, na seção geral "Noruega."
Por força do código ISO 3166-1 alfa-2 "SJ", Svalbard e Jan Mayen foram agrupadas e foi-lhes atribuído o código de país Internet domínio de topo (ccTLD) .sj. No entanto, os residentes das Ilhas Svalbard e os visitantes em Jan Mayen usam .no, ccTLD da Noruega, enquanto .sj permanece não usado.